# Щелоков, Виктор Фёдорович
Виктор Федорович Щелоков (1 [14] сентября 1912, Верхнеуральск — 17 марта 1986, Ташкент) — участник Великой Отечественной войны, старший лейтенант, пилот Московской авиагруппы особого назначения Гражданского Воздушного Флота (ГВФ), советский лётчик-испытатель авиационного завода № 84 Министерства авиационной промышленности СССР.

## Биография
Виктор Федорович родился, 14 (1) сентября 1912 года, в городе Верхнеуральске (Уральская область, Россия) в семье бедного кустаря-портного, где мать помогала отцу в работе. Работать начал с 12 лет батраком у хозяина — летом работал, а зимой учился. Когда отец, Федор Иванович Щелоков, умер в 1924 году, старший брат, Михаил, работал учеником в сапожной мастерской, младшая сестра, Екатерина, училась, а мать, Евдокия Михайловна, вынуждена была ходить по людям и стирать белье. Было тяжело и Виктор Щелоков оставаться иждевенцем не мог, поэтому, оставив учёбу, он в 16 лет уехал в г. Белорецк. С образованием 6 классов, поступил на работу на Белорецкую железную дорогу в качестве рассыльного.
Потом работал в железнодорожном депо и, до апреля 1931 года, помощником дежурного по железнодорожной станции Белорецк. Откуда и поехал учиться в Авиационную школу в г. Балашов Саратовской области.
В 1931—1933 годах он курсант 3-й Объединённой школы пилотов и авиационных техников ГВФ в городе Балашов Саратовской области, созданной в 1930 году. После окончания училища, был направлен в распоряжение Западно-Сибирского управления ГУ ГВФ в г. Новосибирск (ЗСУ ГВФ), где получил распределение в
Петропавловский отряд сельхозавиации. В этой группе авиаторов он прослужил до февраля 1936 года, когда перешел в авиацию Наркомата здравоохранения (санитарная авиация), оставаясь в г. Новосибирск.
За период службы в городе Новосибирске Виктор Федорович женился, родилась дочь и существенных взысканий на службе не имел, кроме поломки винта в 1935 году. Работал на самолётах У-2, Р-5 и АИР-6 с общим налетом на апрель 1937 года 1719 часов 45 минут.
Сохраняя положение за санавиацией, Щелоков В. Ф. весной 1938 года перешел в Узбекское Управление ГВФ (г.Ташкент) на должность командира звена санитарной авиации, получил квалификацию пилота II класса, а в феврале 1940 года стал заместителем по летной части командира 249-го Санитарного отряда Узбекского Управления ГВФ. Из Ташкента, как пилот санавиации, был направлен выполнять задания командования на Финскую войну. Решением Президиума Верховного Совета СССР от 21 мая 1940 года, в числе других отличившихся, был награждён медалью «За отвагу».
По воспоминаниям, тогда выполнялась боевая задача по забору самолётом раненных непосредственно в боевых порядках войск, в том числе с открытого заснеженного поля в условиях прямого обстрела противником. В период работы в г. Ташкенте, решением Начальника ГУ ГВФ № 270 от 23 сентября 1940 года «за отличное овладение техникой летного дела» награждён Знаком «ГВФ. За налет 300 000 км.»
С началом Великой Отечественной войны, Щелоков В. Ф., приказом Главного Управления ГВФ по личному составу № 235 от 4 июля 1941 года откомандирован в распоряжение Московской авиагруппы особого назначения (МАОН) ГВФ. В данном подразделении он, в августе-сентябре 1941 года, находился в 5 отряде 1 эскадрильи (комэск Феофан Никитович Гвоздев, 1898 г.р.) 2-м пилотом ПС-84, а приказом МАОН ГВФ по личному составу № 151 от 23 октября 1941 допущен к самостоятельным полетам первым пилотом на самолётах ПС-84. Первого ноября 1941 года Щелокову В. Ф. присвоен I класс пилота и он перешел в 6 эскадрилью (комэск Дмитрий Александрович Жителев, 1906 г.р.) Северной авиагруппы особого назначения ГВФ, где летал на ПС-84 с бортовым номером Л-3974, выполняя задачи по обслуживанию Ленинградского фронта и города Ленинград.
По воспоминаниям, в блокадный город возили сахар, муку и боеприпасы, а вывозили детей. Летали в Ленинград ночью. В сухих цифрах отчета эскадрильи от 22 декабря 1941 года за бортом № 3974 значится «59 рейсов, в которых перевезено спец. 541, в/служащих 248, раненных 374, почта 3128,8, б/припасы 260, медикаменты 84, спецгруз 36788, продукты 97114, почтгруз 15141». Он неоднократно вылетал за линию
фронта и для заброски разведывательных групп в тыл противника. За этот период службы Щелоков В. Ф. был награждён Командованием Ленинградского фронта медалью «За отвагу» (Приказ № 01320 от 3 июня 1942 г.).
Приказом Главного Управления ГВФ по личному составу от 15 мая 1943 года за № 125 Щелоков В. Ф., командир корабля Ли-2, передан для постоянной работы на авиазавод № 84 Наркомата авиационной промышленности СССР. Этот авиазавод, располагавшийся до войны в г. Химки Московской области, был перебазирован в г. Ташкент и наладил производство машин Ли-2. За период 1942—1945 гг. авиазавод № 84 на новом месте выпустил 2258 самолётов этого типа. В 1949 году Щелоков В. Ф. окончил курсы летчиков-испытателей и обеспечивал проверку и доводку машин выпускаемых авиазаводом. Вместе с производством замечательных самолётов Ил-14 (с 1954 года), Ташкентский авиационный завод им. Чкалова (ТАЗиЧ) с 1957 года начал выпуск самолётов Ан-8, а с 1962 года Ан-12. Вот эти модели самолётов и испытывал Щелоков Виктор Федорович, летчик-испытатель 1 класса (1964 год). За испытания новой авиационной техники Указом Президиума Верховного Совета СССР от 2 августа 1962 года, Виктор Федорович награждён орденом «Знак Почета».
После ухода, по состоянию здоровья, непосредственно с полетов, он оставался на летно-испытательной работе (ЛИС) авиазавода как сменный Руководитель полетов.
Умер 17 марта 1986 в г. Ташкенте, где и похоронен на Домбрабадском кладбище.